# کپتان سینگ سولانکی
کاپتان سینگ سولانکی (متولد ۱ ژانویه ۱۹۳۹میلادی) سیاستمدار هندی حزب بهاراتیا جاناتا و هفدهمین فرماندار طپورا است. از اوت ۲۰۰۹میلادی، وی نماینده پارلمان هند به نمایندگی از ایالت مادیا پرادش در راجیا سبها، مجلس عالی تا سال ۲۰۱۴میلادی بود.

## فعالیت‌ها
- فرماندار تریپورا از ۲۲ اوت ۲۰۱۸میلادی تا ۲۸ ژوئیه ۲۰۱۹میلادی
- فرماندار پنجاب (هزینه اضافی) از ۲۱ ژانویه ۲۰۱۵میلادی تا ۲۲ اوت ۲۰۱۶میلادی
- فرماندار هاریانا از ۲۷ ژوئیه ۲۲۰۱۴میلادی تا ۲۱ اوت ۲۰۱۸میلادی
- مرداد ۲۰۰۹میلادی به عنوان راجیا صبا انتخاب شد
- اوت ۲۰۰۹میلادی به بعد عضو کمیته غذا، امور مصرف‌کنندگان و توزیع عمومی
- ژوئیه ۲۰۱۰میلادی به بعد عضو کمیته مشورتی وزارت امور جوانان و ورزش
- آوریل ۲۰۱۲میلادی مجدداً به راجیا صبا (دوره دوم) انتخاب شد
- اوت ۲۰۱۲میلادی تا ۲۰۱۴میلادی عضو کمیته غذا، امور مصرف‌کنندگان و توزیع عمومی